# ایست مانت کارمل (ایندیانا)
ایست مانت کارمل (به انگلیسی: East Mount Carmel) یک منطقهٔ مسکونی در ایالات متحده آمریکا است که در شهرستان گیبسون، ایندیانا واقع شده‌است. ایست مانت کارمل ۱۱۸٫۸۷ متر بالاتر از سطح دریا واقع شده‌است.